# Mehen
Mehen "La que se enrosca", fue una de las deidades con aspecto de serpiente de la mitología egipcia. A pesar de su aspecto aterrador, se le consideraba un espíritu benévolo y protector de la sagrada barca solar de Ra, en su diario recorrido nocturno por la Duat, el Inframundo.

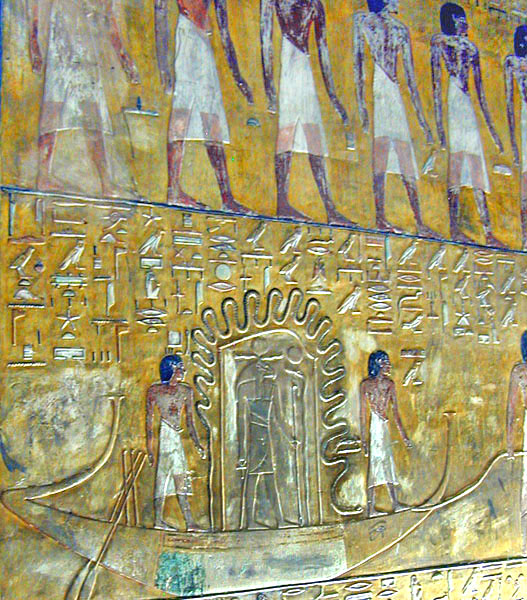
Mehen envuelve la capilla de Ra, en su barca. Representada en la tumba de Seti I (KV17) sita en el Valle de los Reyes.

## Iconografía
En muchas representaciones, las curvas de su cuerpo envuelven la capilla de Ra, o su barca, como un escudo protector contra las fuerzas del mal, encarnadas en el Inframundo por otra serpiente, Apofis, símbolo del caos universal.

## Mitología
Su morada era Urt, cerca del "Lago de los Millones de Años". Protegía la barca solar de Ra en su tránsito por el cielo nocturno, en el interior del cuerpo de la diosa Nut.